# Let the Music Play
Let The Music Play je píseň nahraná roku 1963 americkou soulovou skupinou The Drifters.
Píseň byla vydaná na straně "B" se singlem On Broadway na straně "A" u společnosti Atlantic Records. Autorem hudby je Burt Bacharach a textařem Hal David.
Ve stejném roku nazpívala tuto píseň s rozdílným textem a názvem Make the Music Play soulová zpěvačka Dionne Warwick. Text pochází od Hale Davida. Píseň byla vydaná na jejím prvním albu Presenting Dionne Warwick u společnosti Scepter Records. Byla umístěna jako pátá skladba alba na straně "A".

## Coververze
- Lena Martell (1963) na straně "A" se singlem One Boy na straně "B"[2]
- Richard Barbary (1968) na svém albu Soul Machine[3]
- Diana Ross a The Supremes (1969) na albu Let The Sunshine In[4]
- The Walker Brothers[5]
- Leslie Uggams na svém albu What's An Uggams?[6]